# Newcastle (County Tipperary)
Newcastle (irisch An Caisleán Nua, deutsch: „die neue Burg“) ist eine Ortschaft mit 351 Einwohnern (2022) im County Tipperary in der Republik Irland. 

## Lage
Newcastle liegt nahe der Grenze zum County Waterford am Fluss Suir. Südlich von Newcastle liegen die Galtee- und Knockmealdown Mountains und machen den Ort für den Wandertourismus interessant.

## Geschichte und Sehenswürdigkeiten

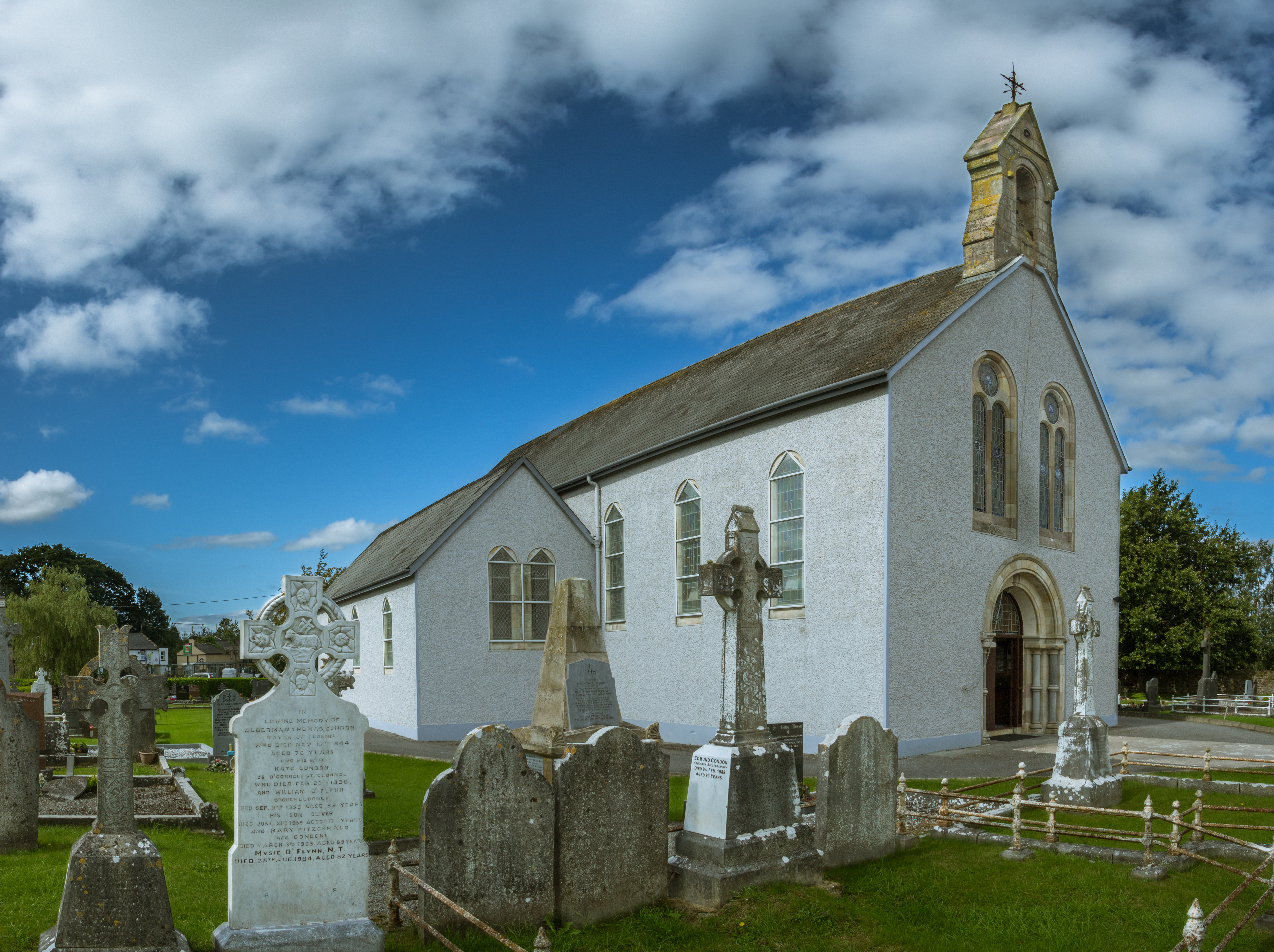
Marienkirche von Newcastle (County Tipperary)

Vom 13. bis zum 17. Jahrhundert war die Familie Prendergast Herrscher über das Herrenhaus und die Umgebung von Newcastle. Die Reste eines Tower House finden sich im nordwestlichen Zentrum von Newcastle.
1770 wurde die fünfbogige Brücke über die Suir erbaut und 1870 die Marienkirche errichtet.

## Söhne und Töchter der Stadt
- Mattie McGrath (* 1958), irischer Politiker